# Анна Роґовська
Анна Роґовська (пол. Anna Rogowska; нар. 21 травня 1981, Ґдиня) — колишня польська легкоатлетка, яка спеціалізувалася на стрибках з жердиною. Стала чемпіонкою світу у 2009 році в Берліні, Німеччина.

## Кар'єра
Вона народилася в Ґдині, виграла бронзову медаль на Олімпійських іграх 2004 року, лише трохи випередивши Моніку Пирек, іншу польську стрибунку з жердиною, яка народилася в Ґдині. Початок 2005 року приніс успіх, коли вона виграла срібну медаль на чемпіонаті Європи в приміщенні. 22 липня 2005 року в Лондоні вона досягла особистого рекорду — 4,80 м, що також було рекордом Польщі. Через кілька хвилин вона побачила, як Олена Ісінбаєва стала першою жінкою, яка подолала 5,00 м.
Роговська була серед претенденток на медаль на Чемпіонаті світу 2005 року. Однак вона фінішувала шостою, стрибнувши лише на 4,35 м за складних погодних умов.
26 серпня 2005 року вона досягла ще одного особистого рекорду - 4,83 м (новий польський рекорд). Це було на Меморіалі ван Дамма. Їй також належить польський рекорд у приміщенні — 4,85 м, встановлений 6 березня 2011 року.
Вона оголосила про свій відхід зі спорту 27 лютого 2015 року.

## Змагання
| Рік                       | Змагання                                             | Місто                      | Місце                     | Примітки                  |
| Представляє країну Польща | Представляє країну Польща                            | Представляє країну Польща  | Представляє країну Польща | Представляє країну Польща |
| ------------------------- | ---------------------------------------------------- | -------------------------- | ------------------------- | ------------------------- |
| 2002                      | Чемпіонат Європи з легкої атлетики в приміщенні 2002 | Відень, Австрія            | 12                        | 4,20 м                    |
| 2002                      | Стрибки з жердиною серед жінок                       | Мюнхен, Німеччина          | 7                         | 4,30 м                    |
| 2003                      | Чемпіонат світу з легкої атлетики в приміщенні 2003  | Будапешт, Угорщина         | 6                         | 4,35 м                    |
| 2003                      | Чемпіонат Європи з легкої атлетики серед молоді 2003 | Бидґощ, Польща             | 3                         | 4,35 м                    |
| 2003                      | Стрибки з жердиною серед жінок                       | Париж, Франція             | 7                         | 4,45 м                    |
| 2004                      | Чемпіонат світу з легкої атлетики в приміщенні 2004  | Будапешт, Угорщина         | 7                         | 4,40 м                    |
| 2004                      | Легка атлетика на літніх Олімпійських іграх 2004     | Атени, Греція              | 3                         | 4,70 м                    |
| 2004                      | Фінал Чемпіонату світу з легкої атлетики 2004        | Монте-Карло, Монако        | 3                         | 4,60 м                    |
| 2005                      | Чемпіонат Європи з легкої атлетики в приміщенні 2005 | Мадрид, Іспанія            | 2                         | 4,75 м                    |
| 2005                      | Чемпіонат світу з легкої атлетики 2005               | Гельсінкі, Фінляндія       | 6                         | 4,35 м                    |
| 2005                      | Всесвітній легкоатлетичний фінал 2005                | Монте-Карло, Монако        | 7                         | 4.35 м                    |
| 2006                      | Чемпіонат світу з легкої атлетики в приміщенні 2006  | Москва, Росія              | 2                         | 4,75 м                    |
| 2007                      | Чемпіонат Європи з легкої атлетики в приміщенні 2007 | Бірмінгем, Велика Британія | 3                         | 4,66 м                    |
| 2007                      | Чемпіонат світу з легкої атлетики 2007               | Осака, Японія              | 8                         | 4,60 м                    |
| 2008                      | Чемпіонат світу з легкої атлетики в приміщенні 2008  | Валенсія, Іспанія          | 6                         | 4,55 м                    |
| 2008                      | Легка атлетика на літніх Олімпійських іграх 2008     | Пекін, КНР                 | 10                        | 4,45 м                    |
| 2009                      | Чемпіонат світу з легкої атлетики 2009               | Берлін, Німеччина          | 1                         | 4,75 м                    |
| 2010                      | Чемпіонат світу з легкої атлетики в приміщенні 2010  | Доха, Катар                | 3                         | 4,70 м                    |
| 2011                      | Чемпіонат Європи з легкої атлетики в приміщенні 2011 | Париж, Франція             | 1                         | 4,85 м                    |
| 2011                      | Чемпіонат світу з легкої атлетики 2011               | Теґу, Республіка Корея     | 10                        | 4,55 м                    |
| 2012                      | Легка атлетика на літніх Олімпійських іграх 2012     | Лондон, Велика Британія    | —                         |                           |
| 2013                      | Чемпіонат Європи з легкої атлетики в приміщенні 2013 | Готенбург, Швеція          | 2                         | 4,67 м                    |
| 2013                      | Чемпіонат світу з легкої атлетики 2013               | Москва, Росія              | –                         |                           |
| 2014                      | Чемпіонат світу з легкої атлетики в приміщенні 2014  | Сопот, Польща              | 5                         | 4,65 м                    |

## Нагороди
- Золотий Хрест Заслуги (2004)
- Лицарський хрест ордену «Відродження Польщі», 5 клас, (2009)